# Тятер-Арасланово
Тяте́р-Арасла́ново (рос. Тятер-Арасланово, башк. Тәтер-Арыҫлан) — село у складі Стерлібашевського району Башкортостану, Росія. Єдиний населений пункт Тятер-Араслановської сільської ради.
Населення — 996 осіб (2010; 1035 в 2002).
Національний склад:
- татари — 86%